# Turbinicarpus hoferi
Turbinicarpus hoferi är en kaktusväxtart som beskrevs av Lüthy och A.B. Lau. Turbinicarpus hoferi ingår i släktet Turbinicarpus och familjen kaktusväxter. Inga underarter finns listade i Catalogue of Life.

## Bildgalleri

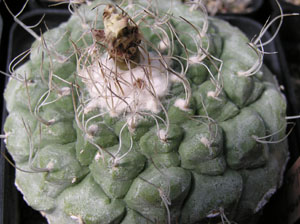
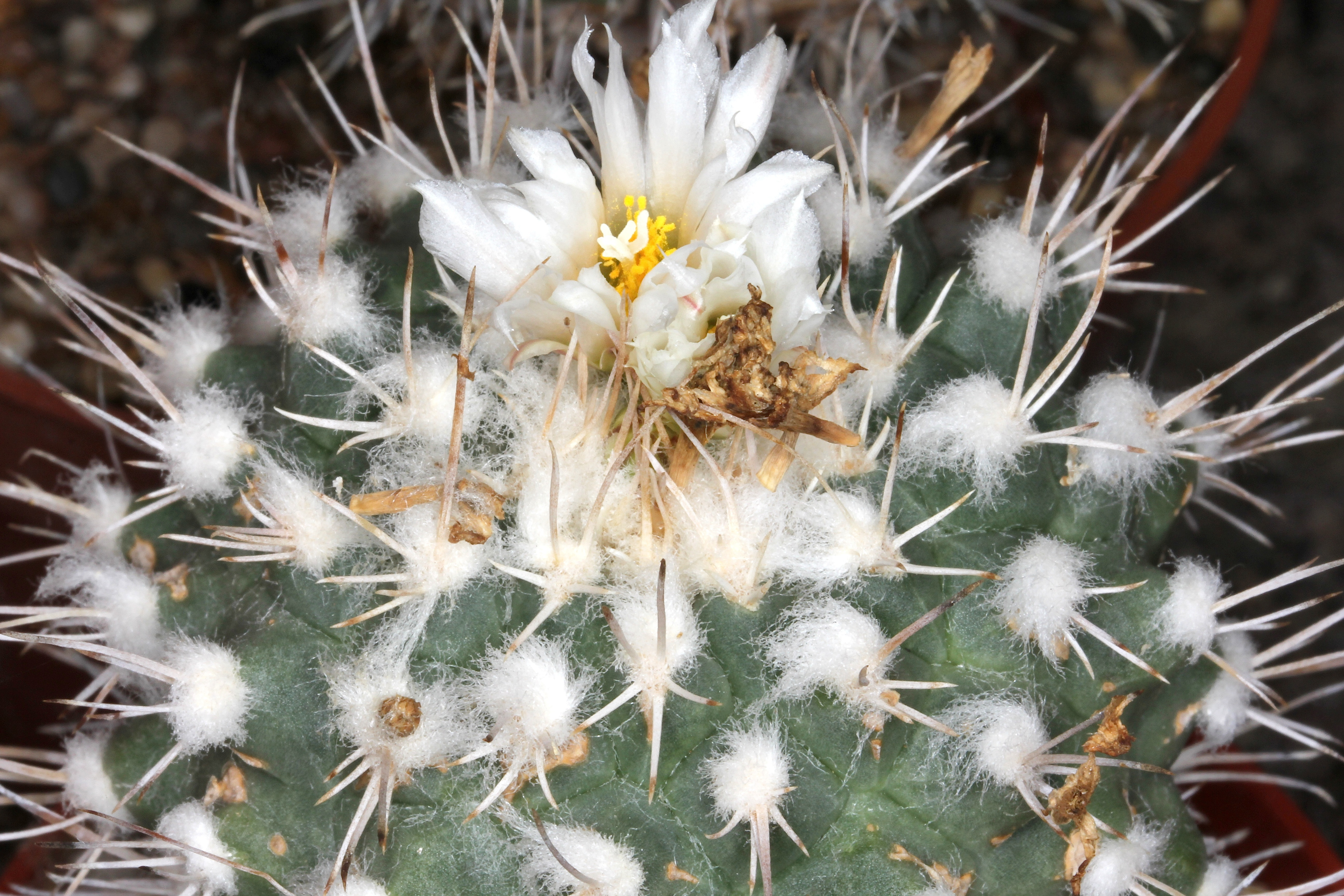
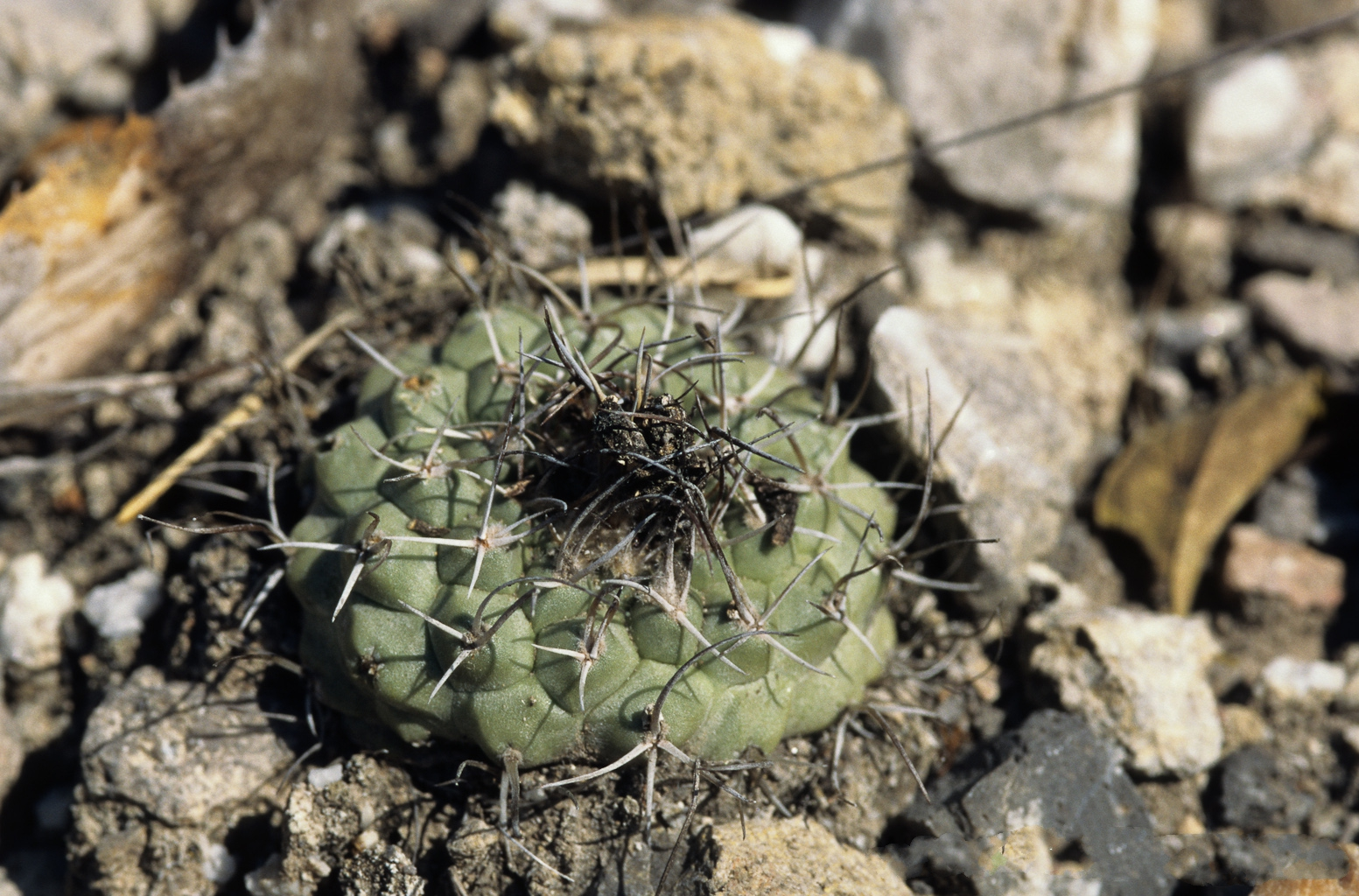